# Чако (провинция)
Ча́ко (исп. Chaco) — провинция Аргентины, расположенная на севере страны, около границы с Парагваем. Её административный центр — город Ресистенсия на реке Парана напротив города Корриентес. Второй город провинции — Саэнс-Пенья.
Провинция граничит с Сальта и Сантьяго-дель-Эстеро на западе, Формоса на севере и востоке, Корриентес и Республикой Парагвай на юго-востоке и Санта-Фе на юге. С 1950 по 1955 год Чако назывался Пресиденте-Перон.

## География и климат
Провинция расположена на долинах Гран-Чако, также известных как Зелёный Ад из-за своих экстремальных погодных условий. Частые засухи создают условия подобные условиям в пустыне. Тем не менее, проливные дожди и периодические наводнения создают области сельвы.
Различия в растительности показывают неравномерное распределение осадков: с Импенетрабле («Непроходимый») плотным сухим лесом на западе, с около 600 мм осадков в год, и более влажным востоком, с 1100 мм осадков ежегодно, выпадающих в Сельва-Чакенья, джунглях без сухого сезона.
Реки провинции являются либо притоками Параны либо Парагвая, и текут с запада на восток. Наиболее важными из них являются реки Бермехо, Рио-де-Оро, Гуайкуру-Гранде, Гуайкуру-Чико, Саладо, Негро, Паломета и Тапенага.
Регион населён экзотическими дикими животными, включая кайманов, обезьян, тарантулов, диких кабанов, ягуаров, гигантских броненосцев, анаконд, гремучих змей, и ряд других ядовитых змей.

## История
Чако — на языке Кечуа означает охота, которая была главным источником пищи для местного населения до испанской колонизации Америки. Несколько местных племён (гуарани, тоба, вичи и другие) сохранились в регионе и составляют важные культурные сообщества в провинции, также как в провинции Формоса.
Первым городом в провинции Чако был Консепсьон-де-Буэна-Эсперанса, который существовал между 1585 и 1632 годом. Во время своего существования он являлся одним из самых важных городов в губернаторстве, однако местные индейцы атаковали его до тех пор, пока жители не покинули город. В XVII-м столетии была основана миссия иезуитов Сан-Фернандо-дель-Рио-Негро в районе нынешнего города Ресистенсия, однако она была покинута 15-ю годами позже.
В конце XIX столетия имели место многочисленные столкновения между Аргентиной и Парагваем в регионе Гран-Чако, известные как Парагвайская война, Сан-Фернандо был восстановлен, на этот раз как военный пост, и переименован в Ресистенсия в 1876 году.
В 1872 году была создана Территорио-Насьональ-дель-Гран-Чако, эта территория включала в себя нынешнюю провинцию Формоса и земли принадлежащие теперь Парагваю. В 1884 году вследствие раздела этой административной единицы появилась Территорио-Насьональ-дель-Чако. В 1951 году территория стала провинцией, изменив своё название на провинция Эва-Перон; провинции вернули её историческое название в 1955 году, когда армия свергла правительство Хуана Доминго Перона.
В конце XIX и первые десятилетия XX веков в провинцию переехали иммигранты разных национальностей; среди них были поволжские немцы и меннониты из России, Германии и Канады, а также чехи, болгары, черногорцы. Они (наряду с другими иммигрантами) оказались способными превратить Чако с его тяжёлыми географическими условиями в продуктивный сельскохозяйственный регион, известный своей молочной и мясной продукцией.
Недостаток автомобильных дорог и, как следствие, большая зависимость от пассажирских железных дорог, негативно сказались на Чако после приватизации и закрытия национальной железнодорожной линии в начале 1990-х годов. Провинция, в 1997 году, инвестировала в СЕФЕЧА, в то время единственную государственную пригородную железнодорожную линию в Аргентине. На сегодняшний день СЕФЕЧА перевозит около миллиона пассажиров в год, чем вносит свою лепту в энергичное восстановлении провинции от кризиса 2002 года.

## Административно-территориальное деление
Провинция делится на 25 департаментов (исп. departamentos).
| №  | Наименование                    | Оригинальное наименование     | Население (тыс. жит.; 2001 год) | Население (тыс. жит.; 2010 год) | Территория (км²) | Плотность (чел./км²) | Административный центр       |
| 1  | Досе-де-Октубре                 | Doce de Octubre               | 20,1                            | 22,3                            | 2576             | 8,6                  | Хенераль-Пинедо              |
| 2  | Примеро-де-Майо                 | Primero de Mayo               | 9,1                             | 10,3                            | 1864             | 5,5                  | Маргарита-Белен              |
| 3  | Вейнтисинко-де-Майо             | Veinticinco de Mayo           | 28,1                            | 29,2                            | 2358             | 12,4                 | Мачагаи                      |
| 4  | Дос-де-Абриль                   | Dos de Abril                  | 7,4                             | 7,4                             | 1594             | 4,7                  | Эрмосо-Кампо                 |
| 5  | Нуэве-де-Хулио                  | Nueve de Julio                | 27                              | 28,6                            | 2097             | 13,6                 | Лас-Бреньяс                  |
| 6  | Альмиранте-Браун                | Almirante Brown               | 29,1                            | 34,1                            | 17276            | 2,0                  | Пампа-дель-Инферно           |
| 7  | Бермехо                         | Bermejo                       | 24,2                            | 25,1                            | 2562             | 9,8                  | Ла-Леонеса                   |
| 8  | Индепенденсия                   | Independencia                 | 20,6                            | 22,4                            | 1871             | 12,0                 | Кампо-Ларго                  |
| 9  | Китилипи                        | Quitilipi                     | 32,1                            | 34,1                            | 1545             | 22,1                 | Китилипи                     |
| 10 | Команданте-Фернандес            | Comandante Fernandez          | 88,2                            | 96,9                            | 1500             | 64,6                 | Пресиденсия-Рокэ-Саэнс-Пенья |
| 11 | Либертад                        | Libertad                      | 10,8                            | 12,2                            | 1088             | 11,2                 | Пуэрто-Тироль                |
| 12 | Либертадор-Хенераль-Сан-Мартин  | Libertador General San Martín | 54,5                            | 59,1                            | 7800             | 7,6                  | Хенераль-Хосе-де-Сан-Мартин  |
| 13 | Майор-Луис-Хорхе-Фонтана        | Mayor Luis Jorge Fontana      | 53,6                            | 55,1                            | 3708             | 14,9                 | Вилья-Ангела                 |
| 14 | Майпу                           | Maipu                         | 24,7                            | 25,3                            | 2855             | 8,9                  | Трес-Ислетас                 |
| 15 | О’Хиггинс                       | O’Higgins                     | 19,2                            | 20,1                            | 1580             | 12,7                 | Сан-Бернардо                 |
| 16 | Пресиденсия-де-ла-Пласа         | Presidencia de la Plaza       | 12,2                            | 12,5                            | 2284             | 5,5                  | Пресиденсия-де-ла-Пласа      |
| 17 | Сан-Лоренсо                     | San Lorenzo                   | 14,3                            | 14,7                            | 2135             | 6,9                  | Вилья-Бертет                 |
| 18 | Сан-Фернандо                    | San Fernando                  | 365,6                           | 390,9                           | 3489             | 112,0                | Ресистенсия                  |
| 19 | Сархенто-Кабраль                | Sargento Cabral               | 15                              | 15,9                            | 1651             | 9,6                  | Колония-Элиса                |
| 20 | Тапенага                        | Tapenaga                      | 4,2                             | 4,1                             | 6025             | 0,7                  | Чарадаи                      |
| 21 | Фрай-Хусто-Санта-Мария-дель-Оро | Fray Justo Santa María de Oro | 10,5                            | 11,8                            | 2205             | 5,4                  | Санта-Сильвина               |
| 22 | Хенераль-Бельграно              | General Belgrano              | 10,5                            | 12,0                            | 1218             | 9,8                  | Корсуэла                     |
| 23 | Хенераль-Гуэмес                 | General Guemes                | 62,2                            | 67,1                            | 25487            | 2,6                  | Кастелли                     |
| 24 | Хенераль-Донован                | General Donovan               | 13,4                            | 13,5                            | 1487             | 9,1                  | Макалье                      |
| 25 | Чакабуко                        | Chacabuco                     | 27,8                            | 30,6                            | 1378             | 22,2                 | Чарата                       |

## Экономика
Экономика Чако ещё сравнительно слаба, хотя уже оправилась от кризиса 2002 года. Её экономика оценивалась в 4,4 миллиарда долларов США в 2006 году, или 4,470 долларов США на душу населения (половина от среднего показателя по стране и на 22-м месте в Аргентине). Экономика Чако разнообразна, но её сельскохозяйственный сектор в последнее десятилетие страдает от периодических засух.
Развитие сельского хозяйства в Чако связано с производством древесины квебрахо и хлопка, на которых в настоящее время приходится 60 % национального производства.
В сельском хозяйстве произошло повышение до 17 % от объёма производства, включающего в себя такие культуры как соя, сорго и кукуруза. Сахарный тростник культивируется на юге, равно как и рис и табак в меньшей пропорции.
Крупный рогатый скот состоит из гибрида разных видов аргентинских коров с зебу, которые лучше приспосабливаются к высоким температурам, нехватке травы, и случайным наводнениям.
Промышленность составляет лишь небольшую долю в экономике (около 10 %) и включает в себя текстильную (производство из местного хлопка), нефтеперерабатывающую и угледобывающую отрасли, а также сахарную, спиртовую и бумажную отрасли (всё производство из сахарного тростника).
В Чако находится Национальный Парк Чако, но туризм не является хорошо развитой индустрией в провинции.
Транспорт: автомагистрали № 11, 16, 89.
В Ресистенсии есть аэропорт.